# Fed Cup 2009
Fed Cup byl 47. ročníkem této nejdůležitější týmové soutěže žen. Finálové utkání se uskutečnilo 7.-8. listopadu 2009 v italské Reggio di Calabria na antukovém povrchu. Domácí Itálie porazila hráčky Spojených států amerických 4 : 0.

## Světová skupina 2009
| Účastníci Světové skupiny 2009 |       |           |         |
|                                |       |           |         |
| Argentina                      | Česko | Čína      | Francie |
| Itálie                         | Rusko | Španělsko | USA     |

### Pavouk
|  | Čtvrtfinále 7.-8. února             | Čtvrtfinále 7.-8. února             | Čtvrtfinále 7.-8. února             |                                     |                                     | Semifinále 25.-26. dubna      | Semifinále 25.-26. dubna      | Semifinále 25.-26. dubna      |                               |                               | Finále 7.-8. listopadu              | Finále 7.-8. listopadu              | Finále 7.-8. listopadu              |                                     |                                     |
|  |                                     |                                     |                                     |                                     |                                     |                               |                               |                               |                               |                               |                                     |                                     |                                     |                                     |                                     |
|  | Moskva, Rusko (tvrdý v hale)        |                                     |                                     |                                     |                                     |                               |                               |                               |                               |                               |                                     |                                     |                                     |                                     |                                     |
|  | 1                                   | Rusko                               | 5                                   |                                     |                                     |                               |                               |                               |                               |                               |                                     |                                     |                                     |                                     |                                     |
|  |                                     | Čína                                | 0                                   |                                     |                                     | Castellaneta, Itálie (antuka) | Castellaneta, Itálie (antuka) | Castellaneta, Itálie (antuka) | Castellaneta, Itálie (antuka) | Castellaneta, Itálie (antuka) |                                     |                                     |                                     |                                     |                                     |
|  |                                     |                                     |                                     |                                     | 1                                   | Rusko                         | 1                             |                               |                               |                               |                                     |                                     |                                     |                                     |                                     |
|  | Orléans, Francie (tvrdý v hale)     | Orléans, Francie (tvrdý v hale)     | Orléans, Francie (tvrdý v hale)     | Orléans, Francie (tvrdý v hale)     |                                     | 4                             | Itálie                        | 4                             |                               |                               |                                     |                                     |                                     |                                     |                                     |
|  | 4                                   | Itálie                              | 5                                   |                                     |                                     |                               |                               |                               |                               |                               |                                     |                                     |                                     |                                     |                                     |
|  |                                     | Francie                             | 0                                   |                                     |                                     |                               |                               |                               |                               |                               | Reggio di Calabria, Itálie (antuka) | Reggio di Calabria, Itálie (antuka) | Reggio di Calabria, Itálie (antuka) | Reggio di Calabria, Itálie (antuka) | Reggio di Calabria, Itálie (antuka) |
|  |                                     |                                     |                                     |                                     |                                     |                               |                               |                               |                               |                               |                                     | Itálie                              | 4                                   |                                     |                                     |
|  | Surprise, AZ, Spojené státy (tvrdý) | Surprise, AZ, Spojené státy (tvrdý) | Surprise, AZ, Spojené státy (tvrdý) | Surprise, AZ, Spojené státy (tvrdý) | Surprise, AZ, Spojené státy (tvrdý) |                               |                               |                               |                               |                               |                                     | USA                                 | 0                                   |                                     |                                     |
|  |                                     | Argentina                           | 2                                   |                                     |                                     |                               |                               |                               |                               |                               |                                     |                                     |                                     |                                     |                                     |
|  | 3                                   | USA                                 | 3                                   |                                     |                                     | Brno, Česko (tvrdý v hale)    | Brno, Česko (tvrdý v hale)    | Brno, Česko (tvrdý v hale)    | Brno, Česko (tvrdý v hale)    | Brno, Česko (tvrdý v hale)    |                                     |                                     |                                     |                                     |                                     |
|  |                                     |                                     |                                     |                                     | 3                                   | USA                           | 3                             |                               |                               |                               |                                     |                                     |                                     |                                     |                                     |
|  | Brno, Česko (koberec v hale)        | Brno, Česko (koberec v hale)        | Brno, Česko (koberec v hale)        | Brno, Česko (koberec v hale)        |                                     |                               | Česko                         | 2                             |                               |                               |                                     |                                     |                                     |                                     |                                     |
|  |                                     | Česko                               | 4                                   |                                     |                                     |                               |                               |                               |                               |                               |                                     |                                     |                                     |                                     |                                     |
|  | 2                                   | Španělsko                           | 1                                   |                                     |                                     |                               |                               |                               |                               |                               |                                     |                                     |                                     |                                     |                                     |

### Finále
| Circolo del Tennis, Reggio di Calabria, Itálie 7.- 8. listopadu 2009 antuka (venku) |  |                                                                   |      |     |      |            |  |  |
| \| 1. \| \| Flavia Pennettaová Alexa Glatchová \| 6 3 \| 6 1 \| \| \| \| \| \| 2. \| \| Francesca Schiavoneová Melanie Oudinová \| 7 62 \| 6 2 \| \| \| \| \| \| 3. \| \| Flavia Pennettaová Melanie Oudinová \| 7 5 \| 6 2 \| \| \| \| \| \| 4. \| \| Francesca Schiavoneová Alexa Glatchová \| \| \| \| nehrálo se \| \| \| \| 5. \| \| Sara Erraniová / Roberta Vinciová Liezel Huberová / Vania Kingová \| 4 6 \| 6 3 \| 11 9 \| \| \| \| \| \| \| \| \| \| \| \| \| \| \| \| \| \| \| \| \| \| \| \| \| \| \| \| \| \| \| \| \| \| \| \| \| \| \| \| \| \| \| \| \| \| \| \| \| \| \| \| \| \| |  |                                                                   |      |     |      |            |  |  |
| |  |                                                                   | 1.   | 2.  | 3.   |            |  |  |
| 1. |  | Flavia Pennettaová Alexa Glatchová                                | 6 3  | 6 1 |      |            |  |  |
| 2. |  | Francesca Schiavoneová Melanie Oudinová                           | 7 62 | 6 2 |      |            |  |  |
| 3. |  | Flavia Pennettaová Melanie Oudinová                               | 7 5  | 6 2 |      |            |  |  |
| 4. |  | Francesca Schiavoneová Alexa Glatchová                            |      |     |      | nehrálo se |  |  |
| 5. |  | Sara Erraniová / Roberta Vinciová Liezel Huberová / Vania Kingová | 4 6  | 6 3 | 11 9 |            |  |  |
| |  |                                                                   |      |     |      |            |  |  |
| |  |                                                                   |      |     |      |            |  |  |
| |  |                                                                   |      |     |      |            |  |  |
| |  |                                                                   |      |     |      |            |  |  |
| |  |                                                                   |      |     |      |            |  |  |

## Baráž Světové skupiny
Čtyři týmy, které prohrály ve Světové skupině v 1. kole (Čína, Francie, Argentina a Španělsko) a 4 vítězné týmy ze Světové skupiny II (Slovensko, Německo, Srbsko a Ukrajina) se utkaly v baráži o Světovou skupinu.
| Baráž Světové skupiny 25. a 26. dubna | Baráž Světové skupiny 25. a 26. dubna | Baráž Světové skupiny 25. a 26. dubna | Baráž Světové skupiny 25. a 26. dubna | Baráž Světové skupiny 25. a 26. dubna |
| Místo konání                          | Povrch                                | Domácí                                | Výsledek                              | Hosté                                 |
| ------------------------------------- | ------------------------------------- | ------------------------------------- | ------------------------------------- | ------------------------------------- |
| Lleida, Španělsko                     | antuka                                | Srbsko (1)                            | 4–0                                   | Španělsko                             |
| Limoges, Francie                      | antuka (h)                            | Francie (2)                           | 3–2                                   | Slovensko                             |
| Frankfurt, Německo                    | antuka                                | Německo                               | 3–2                                   | Čína (3)                              |
| Mar del Plata, Argentina              | antuka                                | Ukrajina (4)                          | 5–0                                   | Argentina                             |

- Srbsko, Ukrajina a Německo postoupily do Světové skupiny pro rok 2010.
- Francie zůstala ve Světové skupině pro rok 2010.
- Slovensko zůstalo ve Světové skupině II pro rok 2010.
- Španělsko, Čína a Argentina sestoupily do Světové skupiny II pro rok 2010.

## Světová skupina II
| Světová skupina II – 7. a 8. února | Světová skupina II – 7. a 8. února | Světová skupina II – 7. a 8. února | Světová skupina II – 7. a 8. února | Světová skupina II – 7. a 8. února |
| Místo konání                       | Povrch                             | Domácí                             | Výsledek                           | Hosté                              |
| ---------------------------------- | ---------------------------------- | ---------------------------------- | ---------------------------------- | ---------------------------------- |
| Bratislava, Slovensko              | tvrdý v hale                       | Slovensko                          | 4–1                                | Belgie (1)                         |
| Curych, Švýcarsko                  | tvrdý v hale                       | Německo (4)                        | 3–2                                | Švýcarsko                          |
| Bělehrad, Srbsko                   | tvrdý v hale                       | Srbsko                             | 4–1                                | Japonsko (3)                       |
| Charkov, Ukrajina                  | tvrdý v hale                       | Ukrajina                           | 3–2                                | Izrael (2)                         |

- Slovensko, Německo, Srbsko a Ukrajina postoupily do baráže Světové skupiny.
- Belgie, Švýcarsko, Japonsko a Izrael hrály v baráži o Světovou skupinu II.

## Baráž Světové skupiny II
Čtyři týmy, které prohrály ve Světové skupině II (Belgie, Švýcarsko, Japonsko a Izrael) hrály baráž proti týmům, které se kvalifikovaly z 1. skupin oblastních zón. Dva týmy se kvalifikovaly z evropsko-africké zóny (Estonsko a Polsko), jeden z asijsko-oceánské zóny (Austrálie) a jeden tým z americké zóny (Kanada).
| Baráž Světové skupiny II 25. a 26. dubna | Baráž Světové skupiny II 25. a 26. dubna | Baráž Světové skupiny II 25. a 26. dubna | Baráž Světové skupiny II 25. a 26. dubna | Baráž Světové skupiny II 25. a 26. dubna |
| Místo konání                             | Povrch                                   | Domácí                                   | Výsledek                                 | Hosté                                    |
| ---------------------------------------- | ---------------------------------------- | ---------------------------------------- | ---------------------------------------- | ---------------------------------------- |
| Hasselt, Belgie                          | antuka v hale                            | Belgie (1)                               | 3–2                                      | Kanada                                   |
| Tallinn, Estonsko                        | tvrdý v hale                             | Estonsko                                 | 3–2                                      | Izrael (2)                               |
| Gdynia, Polsko                           | antuka                                   | Polsko                                   | 3–2                                      | Japonsko (3)                             |
| Mildura, Austrálie                       | tráva                                    | Austrálie (4)                            | 3–1                                      | Švýcarsko                                |

- Polsko, Estonsko a Austrálie postoupily do Světové skupiny II pro rok 2010.
- Belgie zůstala ve Světové skupině II pro rok 2010.
- Kanada zůstala v americké zóně pro rok 2010.
- Švýcarsko a Izrael sestoupily do evropsko-africké zóny pro rok 2010.
- Japonsko sestoupilo do asijsko-oceánské zóny pro rok 2010.

## Americká Zóna

### 1. skupina
- 1. -  Kanada — postup do baráže Světové skupiny II
- 2. -  Paraguay
- 3. -  Brazílie
- 3. -  Kolumbie
- 5. -  Bahamy — sestup do 2. skupiny pro rok 2010
- 5. -  Portoriko — sestup do 2. skupiny pro rok 2010

### 2. skupina
- Chile — postup do 1. skupiny pro rok 2010
- Kuba — postup do 1. skupiny pro rok 2010
- Bolívie
- Dominikánská republika
- Guatemala
- Mexiko
- Panama
- Peru
- Trinidad a Tobago

## Zóna Asie a Oceánie

### 1. skupina
- 1. -  Austrálie — postup do baráže Světové skupiny II
- 2. -  Nový Zéland
- 3. -  Thajsko
- 4. -  Indonésie
- 5. -  Uzbekistán
- 6. -  Jižní Korea
- 7. -  Tchaj-wan
- 8. -  Indie — sestup do 2. skupiny pro rok 2010

### 2. skupina
- 1. -  Kazachstán — postup do 1. skupiny pro rok 2010
- 2. -  Hongkong
- 3. -  Singapur
- 4. -  Írán

## Zóna Evropy a Afriky

### 1. skupina
- 1. -  Estonsko a  Polsko — postup do baráže Světové skupiny II
- 3. -  Bělorusko a  Velká Británie
- 5. -  Chorvatsko a  Švédsko
- 7. -  Dánsko a  Maďarsko
- 9. -  Nizozemsko,  Rumunsko a  Slovinsko
- 12. -  Rakousko a  Bosna a Hercegovina
- 14. -  Bulharsko a  Lucembursko — sestup do 2. skupiny pro rok 2010

### 2. skupina
- Lotyšsko — postup do 1. skupiny pro rok 2010
- Portugalsko — postup do 1. skupiny pro rok 2010
- Jihoafrická republika
- Gruzie
- Turecko — sestup do 3. skupiny pro rok 2010
- Maroko — sestup do 3. skupiny pro rok 2010

### 3. skupina
- Řecko — postup do 2. skupiny pro rok 2010
- Arménie — postup do 2. skupiny pro rok 2010
- Finsko
- Norsko
- Lichtenštejnsko
- Irsko
- Egypt
- Malta
- Moldávie
- Alžírsko
- Island